# فطيس الصفاء
فطيس هي قرية وادعة تقع في ولاية الجزيرة، وسط السودان، وتُعد نموذجًا للتنوع والتعايش السلمي الذي تتميز به قرى الإقليم. تبعد القرية حوالي 40 كيلومترًا إلى الغرب من مدينة الحصاحيصا.

## السكان
يبلغ عدد سكان قرية فطيس حوالي 15,000 نسمة، وذلك وفقًا لآخر نتائج الإحصاء المتاحة. يشتهر معظم سكان القرية بمزاولتهم لمهنة الزراعة، وهي النشاط الاقتصادي الرئيسي في المنطقة، حيث يعتمد السكان على الزراعة المطرية والمروية لإنتاج محاصيل مثل القمح والذرة والقطن والخضروات.

## التاريخ
تُنسب نشأة قرية فطيس إلى الشيخ الحسين الزهراء، أحد أبرز العلماء والقضاة في السودان خلال عهد الدولة المهدية، حيث شغل منصب قاضي الإسلام في عهد الخليفة عبد الله التعايشي. يُروى أن الشيخ الزهراء سماها في الأصل فسطاس، تيمّناً بمدينة الفسطاط في مصر التي أسّسها القائد المسلم عمرو بن العاص في عهد الخليفة عمر بن الخطاب رضي الله عنه. وقد عُرفت لاحقًا باسم فطيس، وهو الاسم المتداول حتى اليوم.
وتشير الروايات إلى أن الشيخ الحسين الزهراء قد قُتل على يد ود تورشين الملقب بـ"أب فعلاً شين"، بسبب مواقفه في قول الحق والحكم بالعدل، مما يعكس إرثه العميق في ترسيخ القيم الدينية والقضائية في المنطقة.

## الجغرافيا والموقع
تقع فطيس ضمن سهل ولاية الجزيرة الخصب ويوجد فيها مكتب فطيس نمرة (٥٤) بمشروع الجزيرة ، الذي تغذيه قنوات الري من خزان سنار، وتتميز بموقع استراتيجي يجعلها قريبة من عدد من المدن والقرى المهمة في ولاية الجزيرة.

## الحياة الاجتماعية
تتميز قرية فطيس بالتنوع العرقي والثقافي، وتُعد مثالًا للتعايش السلمي بين مكوناتها السكانية. يسود القرية نمط الحياة الريفية التقليدية، حيث الروابط الاجتماعية القوية، والتعاون بين السكان في الزراعة والمناسبات الاجتماعية. 

## المرافق والخدمات
تحتوي القرية على عدد من المرافق الأساسية مثل المدارس الابتدائية والمساجد، بالإضافة إلى مستشفي الصفاء يقدم خدمات لسكان القرية والقري المحيطة . كما تمر بالقرية طرق مسفلته تربطها بالمدن المجاورة.